# Dennstaedtia punctilobula
Dennstaedtia punctilobula là một loài thực vật có mạch trong họ Dennstaedtiaceae. Loài này được (Michx.) T. Moore miêu tả khoa học đầu tiên năm 1857.

## Hình ảnh

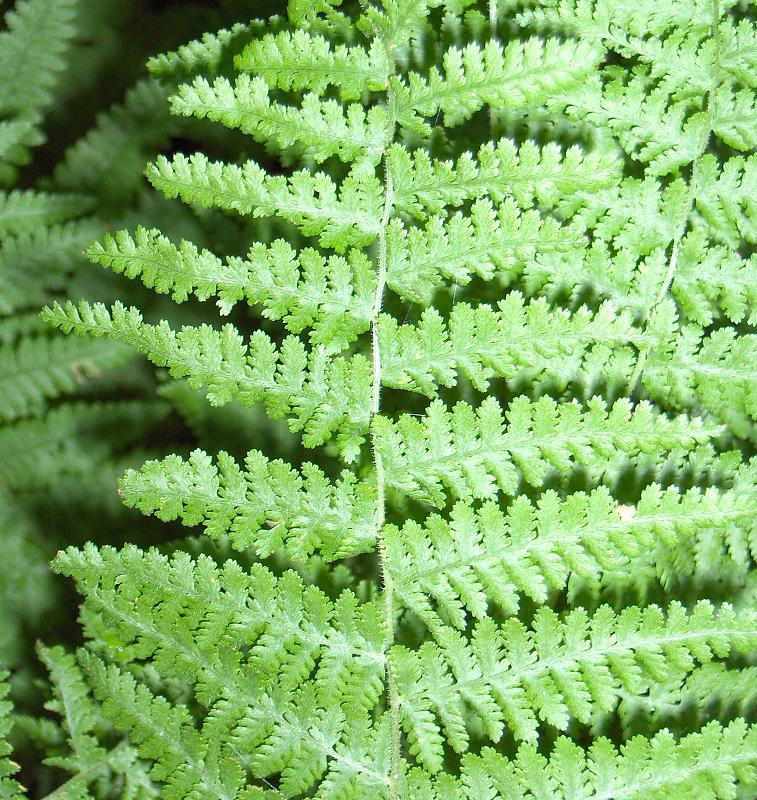
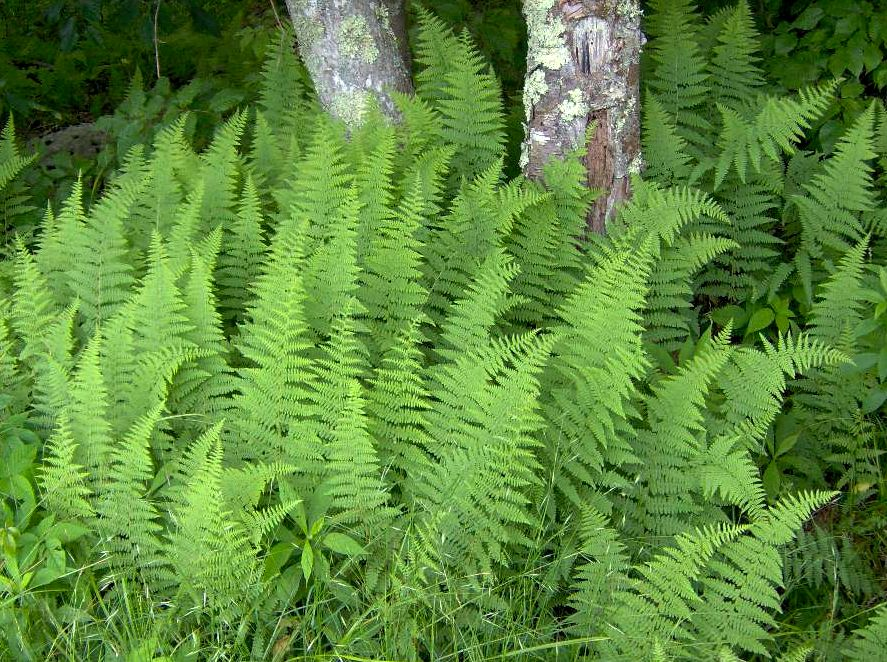
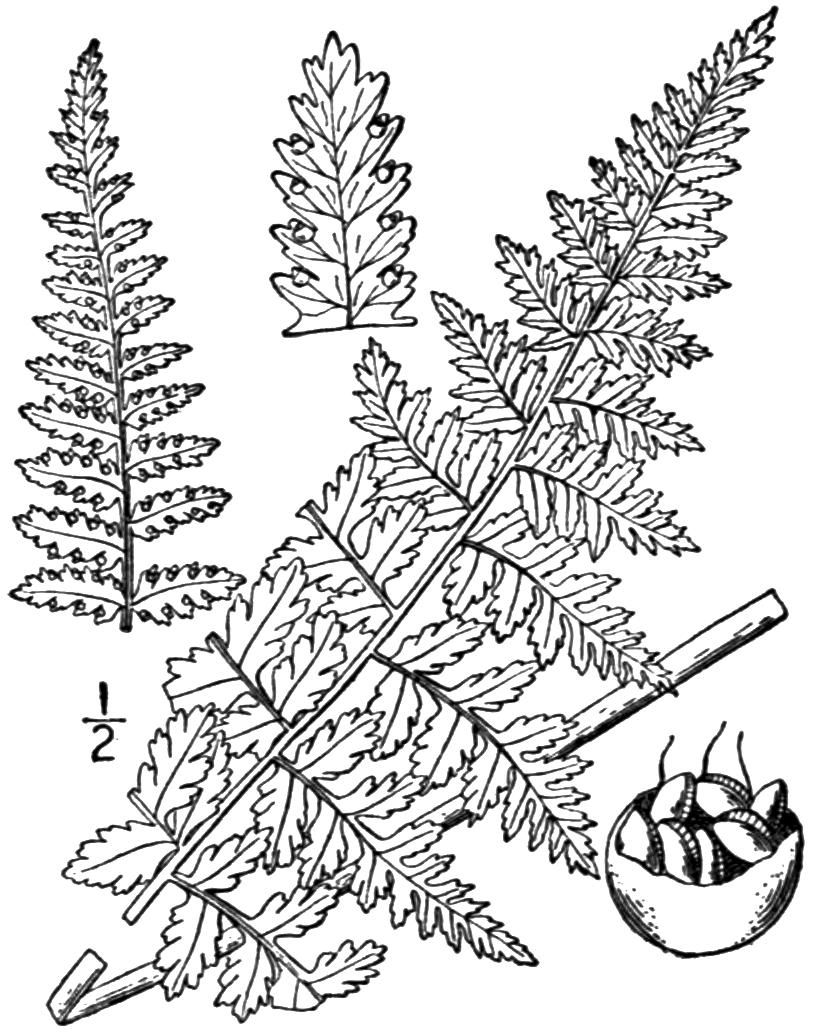